# Skovlysning
En skovlysning eller lysning er en åbning i skoven. Lysninger opstår naturligt, når gamle træer vælter, eller ved lynnedslag, brand og jordskred. Kunstige lysninger dannes, hver gang mennesker fælder træer eller laver veje gennem skoven. Lysningerne har stor betydning for skovens overlevelse som biotop, for det er dér, successionen genstartes, sådan at skoven konstant bliver fornyet.
Nyere forskning ser ud til at vise, at lysningerne har været mere almindelige i den oprindelige urskov, end man tidligere har troet. Meget tyder på at store, græssende drøvtyggere som bison, urokse, vildhest, elsdyr og kronhjort har kunnet holde store lysninger åbne over lange tidsrum, sådan at urskoven formentlig har været et kludetæppe af højskov, lysninger og et overdrevsagtigt landskab.
Der er en glidende overgang fra spredte lunde til skov med lysninger.
Mange danske landsbyer har navne, der ender på -rød, -rod eller -ryd. Det viser, at landsbyen er opstået i den sene jernalder ved, at man har skabt en lysning (en rydning) i skoven.